# Alexandre Pouchkine (danseur)
Ne doit pas être confondu avec Alexandre Pouchkine.
Pour les articles homonymes, voir Pouchkine (homonymie) et Famille Pouchkine.
Alexandre Ivanovitch Pouchkine (en russe : Алекса́ндр Ива́нович Пу́шкин), né le 7 septembre 1907 dans l'ouïezd Staritsky (ru) (gouvernement de Tver, dans l'Empire russe) et mort le 20 mars 1970 à Léningrad (URSS), est un danseur et maître de ballet russe et soviétique.

## Biographie
Parmi ses étudiants figurent Askold Makarov (ru), Nikita Dolgouchine (ru), Oleg Vinogradov, Mikhaïl Barychnikov et Rudolf Noureev.